# Friend of the Night
Friend of the Night – utwór zespołu Mogwai, wydany jako singiel 30 stycznia 2006 roku. Zapowiadał nadchodzący album zespołu, Mr Beast. Jako pierwszy singiel Mogwai wszedł na listę Top 40 (38. miejsce).

## Utwór

### Historia
W okresie od kwietnia do października 2005 roku w studiu Castle of Doom w Glasgow Mogwai nagrywał swój piąty album studyjny, Mr Beast. Miksowanie utworów zostało ukończone w połowie października, a produkcją albumu zajął się Tony Doogan. 

### Wydania
„Friend of the Night” został wydany (razem z dwoma innymi utowrami) 30 stycznia 2006 roku w Wielkiej Brytanii przez wytwórnie: PIAS, Rock Action jako CD i winyl 7”. 13 lutego ukazał się nakładem PIAS jako Betacam SP. Marador wydał utwór w Stanach Zjednoczonych jako DVD-R. 

## Lista utworów

### CD
Lista według Discogs:
| 1. | Friend Of The Night | 5:28  |
|    |                     |       |
| 2. | Fresh Crown         | 4:43  |
|    |                     |       |
| 3. | 1% Of Monster       | 3:46  |
|    |                     |       |
|    |                     | 13:57 |
|    |                     |       |
Personel:
- Mogwai – muzyka, produkcja (utwory: 1, 3)
- Tony Doogan – produkcja (1, 3), rejestracja
- John Cummings – produkcja, miksowanie (2)
- DLT, Jaffacake Kid – layout, design

Wszystkie nagrania zarejestrowano w Castle Of Doom Studios w Glasgow.
Tylko nagranie tytułowe pochodzi z mającego się ukazać albumu Mr Beast.

## Odbiór

### Opinie krytyczne
„Friend of the Night to w zasadzie chintzowska tapeta w avant-rockowym ubraniu, toczący się pejzaż gitarowy usiany rozbijającymi się talerzami i gasnącym o zachodzie słońca fortepianem. Epicko ładne, tak – ale jeśli wierzycie, że ten zespół jest teraz bardziej radykalny niż Snow Patrol, to oszukujecie się” – NME.
„Singiel Mogwai, poprzedzający nadchodzącą płytę Mr Beast, jest tak uderzająco piękny, jak słońce o świcie nad wzgórzami, na których nie ma nikogo, [ani] nic poza pojedynczym dębem wyłaniającym się na tle pomarańczy, różu i bursztynowych chmur; tak spokojny, jak odbicie księżyca w spokojnym, tropikalnym morzu, a ogniki z pobliskiego białego brzegu tańczą w rytm jedynej latarni na pokładzie najmniejszego kutra rybackiego” – Drowned in Sound

### Listy tygodniowe
| Kraj            | Lista            | Pozycja |
| --------------- | ---------------- | ------- |
| Wielka Brytania | UK Singles Chart | 38      |